# Torneo Clausura 2017 (México)
El Torneo Clausura 2017 fue la edición XCVII del campeonato de liga de la Primera División del fútbol mexicano; se trató del 42° torneo corto, luego del cambio en el formato de competencia, con el que se cerró la temporada 2016-2017. El descenso se definió en la última jornada, Monarcas ganó su partido ante Monterrey en los últimos minutos en el BBVA Bancomer y a pesar del triunfo de Jaguares de Chiapas sobre Atlas en el Jalisco, los del suroeste descendieron luego de 15 años en el máximo circuito.

## Sistema de competición
El torneo de la Liga Bancomer MX, está conformado en dos partes:
- Fase de calificación: Se integra por las 17 jornadas del torneo.
- Fase final: Se integra por los partidos de cuartos de final, semifinal y final.

### Fase de clasificación
En la fase de clasificación se observará el sistema de puntos. La ubicación en la tabla general está sujeta a lo siguiente:
- Por juego ganado se obtendrán tres puntos.
- Por juego empatado se obtendrá un punto.
- Por juego perdido no se otorgan puntos.

En esta fase participan los 18 clubes de la Liga Bancomer MX jugando en cada torneo todos contra todos durante las 17 jornadas respectivas, a un solo partido.
El orden de los clubes al final de la fase de calificación del torneo corresponderá a la suma de los puntos obtenidos por cada uno de ellos y se presentará en forma descendente. Si al finalizar las 17 jornadas del torneo, dos o más clubes estuviesen empatados en puntos, su posición en la tabla general será determinada atendiendo a los siguientes criterios de desempate:
1. Mejor diferencia entre los goles anotados y recibidos y goles.
2. Mayor número de goles anotados.
3. Marcadores particulares entre los clubes empatados.
4. Mayor número de goles anotados como visitante.
5. Mejor ubicado en la tabla general de cociente
6. Tabla Fair Play
7. Sorteo.

Para determinar los lugares que ocuparán los clubes que participen en la fase final del torneo se tomará como base la tabla general de clasificación.
Participan automáticamente por el título de Campeón de la Liga Bancomer MX, los 8 primeros clubes de la tabla general de clasificación al término de las 17 jornadas.

### Fase final
Los ocho clubes calificados para esta fase del torneo serán reubicados de acuerdo con el lugar que ocupen en la tabla general al término de la jornada 17, con el puesto del número uno al club mejor clasificado, y así hasta el número 8. Los partidos a esta fase se desarrollarán a visita, en las siguientes etapas:
- Cuartos de final
- Semifinales
- Final

Los clubes vencedores en los partidos de cuartos de final y semifinal serán aquellos que en los dos juegos anoten el mayor número de goles. De existir empate en el número de goles anotados, la posición se definirá a favor del club con mayor cantidad de goles a favor cuando actúe como visitante.
Si una vez aplicado el criterio anterior los clubes siguieran empatados, se observará la posición de los clubes en la tabla general de clasificación.
Los partidos correspondientes a la fase final se jugarán obligatoriamente los días miércoles y sábado, y jueves y domingo eligiendo, en su caso, exclusivamente en forma descendente, los cuatro clubes mejor clasificados en la tabla general al término de la jornada 17, el día y horario de su partido como local. Los siguientes cuatro clubes podrán elegir únicamente el horario.
El club vencedor de la final y por lo tanto Campeón, será aquel que en los dos partidos anote el mayor número de goles. Si al término del tiempo reglamentario el partido está empatado, se agregarán dos tiempos extras de 15 minutos cada uno. De persistir el empate en estos periodos, se procederá a lanzar tiros penales hasta que resulte un vencedor.
Los partidos de cuartos de final se jugarán de la siguiente manera:
1.º vs 8.º

2.º vs 7.º

3.º vs 6.º

4.º vs 5.º
En las semifinales participarán los cuatro clubes vencedores de cuartos de final, reubicándolos del uno al cuatro, de acuerdo a su mejor posición en la Tabla general de clasificación al término de la jornada 17 del torneo correspondiente, enfrentándose:
1.º vs 4.º

2.º vs 3.º
Disputarán el título de Campeón del Torneo de Clausura 2017, los dos clubes vencedores de la fase semifinal correspondiente, reubicándolos del uno al dos, de acuerdo a su mejor posición en la tabla general de clasificación al término de la jornada 17 de cada Torneo.

## Información de los equipos
| Equipo        | Entrenador               | Ciudad                         | Estadio                | Capacidad | Fundación       | Patrocinador       | Kit          |
| ------------- | ------------------------ | ------------------------------ | ---------------------- | --------- | --------------- | ------------------ | ------------ |
| América       | Ricardo Antonio La Volpe | Ciudad de México               | Azteca                 | 87 000    | 1916 (108 años) | Huawei             | Nike         |
| Atlas         | José Guadalupe Cruz      | Guadalajara, Jalisco           | Jalisco                | 56 713    | 1916 (108 años) | Wibe               | miniatura    |
| Chiapas       | Sergio Bueno             | Tuxtla Gutiérrez, Chiapas      | Víctor Manuel Reyna    | 29 001    | 2002 (23 años)  | Compartamos Banco  | Charly       |
| Cruz Azul     | Paco Jémez               | Ciudad de México               | Azul                   | 36 681    | 1927 (98 años)  | Cemento Cruz Azul  | Under Armour |
| Guadalajara   | Matías Almeyda           | Guadalajara, Jalisco           | Chivas                 | 49 850    | 1906 (119 años) | Ninguno            | miniatura    |
| León          | Javier Torrente          | León, Guanajuato               | León                   | 30 344    | 1943 (81 años)  | Telcel             | Pirma        |
| Monterrey     | Antonio Mohamed          | Monterrey, Nuevo León          | BBVA Bancomer          | 53 500    | 1945 (80 años)  | BBVA Bancomer      | miniatura    |
| Morelia       | Roberto Hernández        | Morelia, Michoacán             | Morelos                | 38 869    | 1950 (75 años)  | Caliente           | Pirma        |
| Necaxa        | Alfonso Sosa             | Aguascalientes, Aguascalientes | Victoria               | 23 933    | 1923 (101 años) | Cavall Sport       | Umbro        |
| Pachuca       | Diego Alonso             | Pachuca, Hidalgo               | Hidalgo                | 30 000    | 1892 (132 años) | Cementos Fortaleza | Nike         |
| Puebla        | José Saturnino Cardozo   | Puebla, Puebla                 | Cuauhtémoc             | 46 928    | 1944 (81 años)  | Caliente           | Charly       |
| Querétaro     | Jaime Lozano             | Querétaro, Querétaro           | Corregidora            | 35 575    | 1950 (74 años)  | Banco Multiva      | miniatura    |
| Santos Laguna | José Manuel de la Torre  | Torreón, Coahuila              | Corona                 | 30 000    | 1983 (41 años)  | Soriana            | miniatura    |
| Tigres        | Ricardo Ferretti         | Monterrey, Nuevo León          | Universitario          | 43 000    | 1960 (65 años)  | Cemex              | Adidas       |
| Tijuana       | Miguel Herrera           | Tijuana, Baja California       | Caliente               | 27 333    | 2007 (18 años)  | Caliente           | Adidas       |
| Toluca        | Hernán Cristante         | Toluca, Estado de México       | Nemesio Díez           | 25 257    | 1917 (108 años) | Banamex            | Under Armour |
| UNAM          | Francisco Palencia       | Ciudad de México               | Olímpico Universitario | 68 954    | 1954 (70 años)  | DHL                | Nike         |
| Veracruz      | Juan Antonio Luna        | Veracruz, Veracruz             | Luis "Pirata" Fuente   | 30 000    | 1943 (82 años)  | Electrolit         | Charly       |

Datos actualizados al 30 de abril de 2017.

### Cambios de entrenadores
| Equipo                       | Entrenador (jornadas)                                  |
| ---------------------------- | ------------------------------------------------------ |
| Club Puebla                  | Ricardo Valiño (1 - 4) José Saturnino Cardozo (5 - 17) |
| Querétaro Fútbol Club        | Víctor Manuel Vucetich (1 - 4) Jaime Lozano (5 - 17)   |
| Monarcas Morelia             | Pablo Marini (1 - 5) Roberto Hernández Ayala (6 - 17)  |
| Tiburones Rojos del Veracruz | Carlos Reinoso (1 - 11) Juan Antonio Luna (12 - 17)    |

### Equipos por Entidad Federativa
Para la temporada 2016-17, la entidad federativa de la República Mexicana con más equipos en la Primera División es la Ciudad de México con tres equipos.
| Santos Pachuca Monterrey Tigres Monarcas Atlas Guadalajara Chiapas Tijuana Puebla Toluca América Cruz Azul UNAM León Tiburones Rojos Querétaro Necaxa |

| Entidad Federativa | N.º | Equipos                   |
| ------------------ | --- | ------------------------- |
| Ciudad de México   | 3   | América, Cruz Azul y UNAM |
| Jalisco            | 2   | Atlas y Guadalajara       |
| Nuevo León         | 2   | Monterrey y Tigres        |
| Aguascalientes     | 1   | Necaxa                    |
| Baja California    | 1   | Xolos de Tijuana          |
| Coahuila           | 1   | Santos Laguna             |
| Chiapas            | 1   | Chiapas                   |
| Estado de México   | 1   | Toluca                    |
| Guanajuato         | 1   | León                      |
| Hidalgo            | 1   | Pachuca                   |
| Michoacán          | 1   | Monarcas                  |
| Puebla             | 1   | Puebla                    |
| Querétaro          | 1   | Querétaro                 |
| Veracruz           | 1   | Tiburones Rojos           |

### Estadios
|                                                                             |                                                                                            |                                                                          |  |
|                                                                             |                                                                                            |                                                                          |  |
| Estadio Azteca Ciudad: Ciudad de México Capacidad: 87 000 Club: América     | Estadio Olímpico Universitario Ciudad: Ciudad de México Capacidad: 68 297 Club: Pumas UNAM | Estadio Jalisco Ciudad: Guadalajara Capacidad: 53.985 Club: Atlas        |  |
|                                                                             |                                                                                            |                                                                          |  |
| Estadio BBVA Bancomer Ciudad: Monterrey Capacidad:52.237 Club: Monterrey    | Estadio Cuauhtémoc Ciudad: Puebla Capacidad: 51,726 Club: Puebla                           | Estadio Chivas Ciudad: Guadalajara Capacidad: 49,850 Club: Guadalajara   |  |
|                                                                             |                                                                                            |                                                                          |  |
| Estadio Universitario Ciudad: Monterrey Capacidad: 41.615 Club: Tigres UANL | Estadio Azul Ciudad: Ciudad de México Capacidad: 33.000 Club: Cruz Azul                    | Estadio Morelos Ciudad: Morelia Capacidad: 34.984 Club: Monarcas Morelia |  |
|                                                                             |                                                                                            |                                                                          |  |
| Estadio Corregidora Ciudad: Querétaro Capacidad: 33.162 Club: Querétaro     | Estadio Nemesio Díez Ciudad: Toluca Capacidad: 25.257 Club: Toluca                         | Estadio León Ciudad: León Capacidad: 31.297 Club: León                   |  |
|                                                                             |                                                                                            |                                                                          |  |
| Estadio TSM Corona Ciudad: Torreón Capacidad: 29.237 Club: Santos Laguna    | Estadio Luis "Pirata" Fuente Ciudad: Veracruz Capacidad:28.703 Club: Tiburones Rojos       | Estadio Hidalgo Ciudad: Pachuca Capacidad: 27.512 Club: Pachuca          |  |
|                                                                             |                                                                                            |                                                                          |  |
| Estadio Caliente Ciudad: Tijuana Capacidad: 27.333 Club: Xolos de Tijuana   | Estadio Víctor Manuel Reyna Ciudad: Tuxtla Gutiérrez Capacidad: 29.001 Club: Chiapas       | Estadio Victoria Ciudad: Aguascalientes Capacidad:23.898 Club: Necaxa    |  |

## Torneo Regular
| Veracruz    | 1 - 0 | Querétaro | Luis "Pirata" Fuente    | 6 de enero   | 21:00 | 14 489 | Azteca 7 |                      |
| Cruz Azul   | 1 - 0 | Necaxa    | Azul                    | 7 de enero   | 17:00 | 22 576 |          | Archivo:Logo TDN.png |
| Tigres      | 0 - 0 | Santos    | Universitario           | 7 de enero   | 19:00 | 41 116 | Gala TV  | Archivo:Logo TDN.png |
| Morelia     | 2 - 0 | Tijuana   | Morelos                 | 7 de enero   | 19:00 | 27 530 | Azteca 7 |                      |
| León        | 2 - 4 | Pachuca   | León                    | 7 de enero   | 19:06 | 20 509 |          |                      |
| Guadalajara | 2 - 1 | UNAM      | Chivas                  | 7 de enero   | 21:06 | 36 705 |          |                      |
| Toluca      | 4 - 1 | Atlas     | Alberto "Chivo" Córdoba | 8 de enero   | 12:00 | 27 194 |          | UTDN                 |
| Puebla      | 2 - 3 | Monterrey | Cuauhtémoc              | 8 de enero   | 18:00 | 13 338 |          |                      |
| Chiapas     | 2 - 0 | América   | Víctor Manuel Reyna     | 7 de febrero | 20:00 | 26 732 |          |                      |

| Tijuana   | 6 - 2 | Puebla      | Caliente               | 13 de enero | 21:00 | 25 333 | Azteca 7 |                      |
| Querétaro | 0 - 0 | Morelia     | Corregidora            | 14 de enero | 17:00 | 23 775 |          |                      |
| Atlas     | 2 - 0 | Tigres      | Jalisco                | 14 de enero | 19:00 | 43 779 |          |                      |
| Monterrey | 2 - 2 | Guadalajara | BBVA Bancomer          | 14 de enero | 19:00 | 51 060 |          |                      |
| Pachuca   | 1 - 0 | Chiapas     | Hidalgo                | 14 de enero | 19:06 | 24 720 |          |                      |
| Necaxa    | 0 - 1 | León        | Victoria               | 14 de enero | 21:00 | 16 645 | Gala TV  | Archivo:Logo TDN.png |
| UNAM      | 1 - 0 | Cruz Azul   | Olímpico Universitario | 15 de enero | 12:00 | 43 635 |          | Archivo:Logo TDN.png |
| Toluca    | 2 - 1 | América     | Nemesio Diez           | 15 de enero | 16:00 | 18 166 |          | Archivo:Logo TDN.png |
| Santos    | 2 - 1 | Veracruz    | TSM Corona             | 15 de enero | 18:00 | 24 548 |          |                      |

| Veracruz    | 1 - 0 | Atlas     | Luis "Pirata" Fuente | 20 de enero | 21:00 | 20 985 | Azteca 7 |                      |
| Cruz Azul   | 2 - 2 | Monterrey | Azul                 | 21 de enero | 17:00 | 26 589 |          | Archivo:Logo TDN.png |
| Tigres      | 4 - 2 | América   | Universitario        | 21 de enero | 19:00 | 41 394 |          | Archivo:Logo TDN.png |
| Morelia     | 1 - 1 | Santos    | Morelos              | 21 de enero | 19:00 | 26 234 | Azteca 7 |                      |
| León        | 0 - 1 | UNAM      | León                 | 21 de enero | 19:06 | 27 494 |          |                      |
| Necaxa      | 1 - 0 | Pachuca   | Victoria             | 21 de enero | 21:00 | 13 723 | Gala TV  | Archivo:Logo TDN.png |
| Guadalajara | 0 - 1 | Tijuana   | Chivas               | 21 de enero | 21:06 | 35 412 |          |                      |
| Toluca      | 0 - 1 | Chiapas   | Nemesio Diez         | 22 de enero | 12:00 | 17 217 |          |                      |
| Puebla      | 0 - 0 | Querétaro | Cuauhtémoc           | 22 de enero | 18:00 | 10 007 |          |                      |

| Tijuana       | 1 - 0 | Cruz Azul   | Caliente               | 27 de enero | 21:00 | 27 333 | Azteca 7 |                      |
| Querétaro     | 0 - 1 | Guadalajara | Corregidora            | 28 de enero | 17:00 | 30 578 |          |                      |
| Atlas         | 3 - 1 | Morelia     | Jalisco                | 28 de enero | 19:00 | 26 633 | Azteca 7 |                      |
| Monterrey     | 0 - 0 | León        | BBVA Bancomer          | 28 de enero | 19:00 | 48 087 | Gala TV  | Archivo:Logo TDN.png |
| Pachuca       | 0 - 0 | Toluca      | Hidalgo                | 28 de enero | 19:06 | 26 985 |          |                      |
| América       | 1 - 0 | Veracruz    | Azteca                 | 28 de enero | 21:00 | 27 271 |          | Archivo:Logo TDN.png |
| UNAM          | 3 - 1 | Necaxa      | Olímpico Universitario | 29 de enero | 12:00 | 34 040 |          | UTDN                 |
| Chiapas       | 1 - 0 | Tigres      | Víctor Manuel Reyna    | 29 de enero | 17:00 | 25 345 |          |                      |
| Santos Laguna | 2 - 0 | Puebla      | TSM Corona             | 29 de enero | 18:00 | 21 653 |          |                      |

| Puebla      | 1 - 1 | Atlas     | Cuauhtémoc             | 3 de febrero | 19:30 | 17 115 | Azteca 7 |                      |
| Veracruz    | 2 - 0 | Chiapas   | Luis "Pirata" Fuente   | 3 de febrero | 21:30 | 16 758 | Azteca 7 |                      |
| Cruz Azul   | 1 - 1 | Querétaro | Azul                   | 4 de febrero | 17:00 | 17 674 |          | Archivo:Logo TDN.png |
| Tigres      | 0 - 1 | Toluca    | Universitario          | 4 de febrero | 19:00 | 41 539 | Gala TV  | Archivo:Logo TDN.png |
| Morelia     | 0 - 2 | América   | Morelos                | 4 de febrero | 19:00 | 33 520 | Azteca 7 |                      |
| León        | 2 - 4 | Tijuana   | León                   | 4 de febrero | 19:06 | 20 166 |          |                      |
| Necaxa      | 1 - 1 | Monterrey | Victoria               | 4 de febrero | 21:00 | 20 507 |          |                      |
| UNAM        | 1 - 1 | Pachuca   | Olímpico Universitario | 5 de febrero | 12:00 | 31 760 |          |                      |
| Guadalajara | 1 - 1 | Santos    | Chivas                 | 5 de febrero | 16:00 | 29 931 |          |                      |

| Tijuana   | 1 - 2 | Necaxa      | Caliente            | 10 de febrero | 21:00 | 27 333 | Azteca 7 |                      |
| Querétaro | 2 - 1 | León        | Corregidora         | 11 de febrero | 17:00 | 19 221 |          |                      |
| Atlas     | 1 - 2 | Guadalajara | Jalisco             | 11 de febrero | 19:00 | 53 219 | Azteca 7 |                      |
| Monterrey | 2 - 0 | UNAM        | BBVA Bancomer       | 11 de febrero | 19:00 | 50 536 | Gala TV  | Archivo:Logo TDN.png |
| Pachuca   | 1 - 0 | Tigres      | Hidalgo             | 11 de febrero | 19:06 | 26 300 |          |                      |
| América   | 0 - 0 | Puebla      | Azteca              | 11 de febrero | 21:00 | 20 645 |          | Archivo:Logo TDN.png |
| Toluca    | 1 - 0 | Veracruz    | Nemesio Diez        | 12 de febrero | 12:00 | 25 705 |          |                      |
| Chiapas   | 1 - 2 | Morelia     | Víctor Manuel Reyna | 12 de febrero | 17:00 | 23 752 |          |                      |
| Santos    | 2 - 2 | Cruz Azul   | TSM Corona          | 12 de febrero | 18:00 | 28 866 |          |                      |

| Veracruz    | 0 - 3 | Tigres    | Luis "Pirata" Fuente   | 17 de febrero | 21:00 | 25 033 | Azteca 7 |                      |
| Cruz Azul   | 0 - 1 | Atlas     | Azul                   | 18 de febrero | 17:00 | 21 525 |          | Archivo:Logo TDN.png |
| Monterrey   | 1 - 0 | Pachuca   | BBVA Bancomer          | 18 de febrero | 19:00 | 50 899 | Gala TV  | Archivo:Logo TDN.png |
| Morelia     | 1 - 2 | Toluca    | Morelos                | 18 de febrero | 19:00 | 29 315 |          |                      |
| León        | 2 - 2 | Santos    | León                   | 18 de febrero | 19:06 | 18 331 |          |                      |
| Necaxa      | 1 - 4 | Querétaro | Victoria               | 18 de febrero | 21:00 | 13 516 | Gala TV  | Archivo:Logo TDN.png |
| Guadalajara | 1 - 0 | América   | Chivas                 | 18 de febrero | 21:06 | 44 183 |          |                      |
| UNAM        | 3 - 3 | Tijuana   | Olímpico Universitario | 19 de febrero | 12:00 | 25 122 |          |                      |
| Puebla      | 3 - 0 | Chiapas   | Cuauhtémoc             | 19 de febrero | 16:00 | 16 254 |          |                      |

| Tijuana   | 2 - 0 | Monterrey   | Caliente            | 24 de febrero | 21:00 | 26 733 |          |                      |
| Querétaro | 4 - 3 | UNAM        | Corregidora         | 25 de febrero | 17:00 | 30 565 |          |                      |
| Tigres    | 1 - 1 | Morelia     | Universitario       | 25 de febrero | 19:00 | 41 296 | Gala TV  | Archivo:Logo TDN.png |
| Atlas     | 2 - 0 | León        | Jalisco             | 25 de febrero | 19:00 | 28 765 | Azteca 7 |                      |
| Pachuca   | 1 - 0 | Veracruz    | Hidalgo             | 25 de febrero | 19:06 | 20 539 |          |                      |
| América   | 2 - 0 | Cruz Azul   | Azteca              | 25 de febrero | 21:00 | 48 289 |          | Archivo:Logo TDN.png |
| Toluca    | 1 - 3 | Puebla      | Nemesio Diez        | 26 de febrero | 12:00 | 22 644 |          | UTDN                 |
| Chiapas   | 4 - 3 | Guadalajara | Víctor Manuel Reyna | 26 de febrero | 17:00 | 21 292 |          |                      |
| Santos    | 2 - 2 | Necaxa      | TSM Corona          | 26 de febrero | 18:00 | 24 960 |          |                      |

| Tijuana     | 2 - 3 | Pachuca   | Caliente               | 3 de marzo | 21:00 | 27 333 | Azteca 7 |                      |
| Cruz Azul   | 2 - 0 | Chiapas   | Azul                   | 4 de marzo | 17:00 | 13 130 |          | Archivo:Logo TDN.png |
| Monterrey   | 4 - 1 | Querétaro | BBVA Bancomer          | 4 de marzo | 19:00 | 47 285 | Gala TV  | Archivo:Logo TDN.png |
| Morelia     | 1 - 0 | Veracruz  | Morelos                | 4 de marzo | 19:00 | 29 656 | Azteca 7 |                      |
| León        | 1 - 1 | América   | León                   | 4 de marzo | 19:06 | 28 281 |          |                      |
| Necaxa      | 1 - 1 | Atlas     | Victoria               | 4 de marzo | 21:00 | 19 170 | Gala TV  | Archivo:Logo TDN.png |
| Guadalajara | 2 - 0 | Toluca    | Chivas                 | 4 de marzo | 21:06 | 38 934 |          |                      |
| UNAM        | 2 - 1 | Santos    | Olímpico Universitario | 5 de marzo | 12:00 | 24 207 |          | Archivo:Logo TDN.png |
| Puebla      | 0 - 2 | Tigres    | Cuauhtémoc             | 5 de marzo | 12:00 | 41 625 |          |                      |

| Chiapas   | 0 - 0 | León        | Víctor Manuel Reyna  | 11 de abril | 19:00 | 11 335 |          |                      |
| Tigres    | 3 - 0 | Guadalajara | Universitario        | 11 de abril | 21:00 | 41 371 |          |                      |
| Veracruz  | 3 - 2 | Puebla      | Luis "Pirata" Fuente | 11 de abril | 21:00 | 15 100 | Azteca 7 |                      |
| Querétaro | 0 - 1 | Tijuana     | Corregidora          | 12 de abril | 19:00 | 18 906 |          |                      |
| Santos    | 2 - 2 | Monterrey   | TSM Corona           | 12 de abril | 19:30 | 28 117 | Azteca 7 |                      |
| América   | 1 - 0 | Necaxa      | Azteca               | 12 de abril | 21:00 | 28 795 |          | Archivo:Logo TDN.png |
| Pachuca   | 0 - 0 | Morelia     | Hidalgo              | 12 de abril | 21:06 | 26 957 |          |                      |
| Atlas     | 1 - 1 | UNAM        | Jalisco              | 12 de abril | 21:30 | 47 248 | Azteca 7 |                      |
| Toluca    | 0 - 2 | Cruz Azul   | Nemesio Diez         | 13 de abril | 21:00 | 28 117 |          | Archivo:Logo TDN.png |

| Tijuana     | 1 - 1 | Santos   | Caliente               | 17 de marzo | 21:00 | 26 833 |         |                      |
| Querétaro   | 3 - 0 | Pachuca  | Corregidora            | 18 de marzo | 17:00 | 18 207 |         |                      |
| Cruz Azul   | 0 - 0 | Tigres   | Azul                   | 18 de marzo | 17:00 | 26 130 |         | Archivo:Logo TDN.png |
| Monterrey   | 2 - 0 | Atlas    | BBVA Bancomer          | 18 de marzo | 19:00 | 50 368 | Gala TV | Archivo:Logo TDN.png |
| León        | 2 - 3 | Toluca   | León                   | 18 de marzo | 19:06 | 17 592 |         |                      |
| Necaxa      | 2 - 2 | Chiapas  | Victoria               | 18 de marzo | 21:00 | 13 750 |         |                      |
| Guadalajara | 2 - 0 | Veracruz | Chivas                 | 18 de marzo | 21:06 | 31 813 |         |                      |
| UNAM        | 2 - 3 | América  | Olímpico Universitario | 19 de marzo | 12:00 | 43 600 |         |                      |
| Puebla      | 0 - 1 | Morelia  | Cuauhtémoc             | 19 de marzo | 18:00 | 21 181 | ADN 40  |                      |

| Veracruz | 3 - 1 | Cruz Azul   | Luis "Pirata" Fuente | 31 de marzo | 21:00 | 0 (VETO) | Azteca 7 |                      |
| Chiapas  | 0 - 3 | UNAM        | Víctor Manuel Reyna  | 1 de abril  | 17:00 | 23 419   |          |                      |
| Atlas    | 3 - 3 | Tijuana     | Jalisco              | 1 de abril  | 19:00 | 25 867   |          |                      |
| Tigres   | 0 - 1 | León        | Universitario        | 1 de abril  | 19:00 | 41 291   |          |                      |
| Morelia  | 0 - 0 | Guadalajara | Morelos              | 1 de abril  | 19:00 | 33 298   | Azteca 7 |                      |
| Pachuca  | 0 - 0 | Puebla      | Hidalgo              | 1 de abril  | 19:06 | 23 694   |          |                      |
| América  | 1 - 0 | Monterrey   | Azteca               | 1 de abril  | 21:00 | 27 312   |          | Archivo:Logo TDN.png |
| Toluca   | 2 - 0 | Necaxa      | Nemesio Diez         | 2 de abril  | 12:00 | 20 231   |          |                      |
| Santos   | 1 - 0 | Querétaro   | TSM Corona           | 2 de abril  | 18:00 | 20 620   |          |                      |

| Tijuana     | 0 - 0 | América  | Caliente               | 7 de abril | 21:00 | 27 333 | Azteca 7 |                      |
| Querétaro   | 1 - 4 | Atlas    | Corregidora            | 8 de abril | 17:00 | 18 894 |          |                      |
| Cruz Azul   | 1 - 1 | Morelia  | Azul                   | 8 de abril | 17:00 | 12 282 |          | Archivo:Logo TDN.png |
| Monterrey   | 4 - 1 | Chiapas  | BBVA Bancomer          | 8 de abril | 19:00 | 45 831 |          |                      |
| León        | 4 - 0 | Veracruz | León                   | 8 de abril | 19:06 | 15 799 |          |                      |
| Necaxa      | 1 - 1 | Tigres   | Victoria               | 8 de abril | 21:00 | 20 498 | Gala TV  |                      |
| Guadalajara | 3 - 2 | Puebla   | Chivas                 | 8 de abril | 21:06 | 32 521 |          | Archivo:Logo TDN.png |
| UNAM        | 0 - 1 | Toluca   | Olímpico Universitario | 9 de abril | 12:00 | 33 000 |          |                      |
| Santos      | 1 - 0 | Pachuca  | TSM Corona             | 9 de abril | 18:00 | 23 507 |          |                      |

| Chiapas  | 1 - 2 | Tijuana     | Víctor Manuel Reyna  | 15 de abril | 17:00 | 12 346 |          |                      |
| Morelia  | 1 - 2 | León        | Morelos              | 15 de abril | 19:00 | 27 859 |          |                      |
| Veracruz | 0 - 1 | Necaxa      | Luis "Pirata" Fuente | 15 de abril | 19:00 | 23 188 |          |                      |
| Atlas    | 1 - 1 | Santos      | Jalisco              | 15 de abril | 19:00 | 33 592 | Azteca 7 |                      |
| Tigres   | 4 - 0 | UNAM        | Universitario        | 15 de abril | 19:00 | 41 396 | Gala TV  |                      |
| Pachuca  | 0 - 0 | Guadalajara | Hidalgo              | 15 de abril | 19:06 | 26 630 |          |                      |
| América  | 1 - 0 | Querétaro   | Azteca               | 15 de abril | 21:00 | 27 214 |          | Archivo:Logo TDN.png |
| Toluca   | 1 - 1 | Monterrey   | Nemesio Diez         | 16 de abril | 12:00 | 25 257 |          |                      |
| Puebla   | 2 - 1 | Cruz Azul   | Cuauhtémoc           | 16 de abril | 18:00 | 40 500 |          |                      |

| Tijuana   | 2 - 0 | Toluca      | Caliente               | 21 de abril | 21:00 | 27 333 | Azteca 7 |                      |
| Querétaro | 2 - 2 | Chiapas     | Corregidora            | 22 de abril | 17:00 | 17 529 |          |                      |
| Cruz Azul | 2 - 1 | Guadalajara | Azul                   | 22 de abril | 17:00 | 27 492 |          |                      |
| Atlas     | 1 - 0 | Pachuca     | Jalisco                | 22 de abril | 19:00 | 30 919 | Azteca 7 |                      |
| León      | 1 - 0 | Puebla      | León                   | 22 de abril | 19:06 | 19 309 |          |                      |
| Necaxa    | 2 - 1 | Morelia     | Victoria               | 22 de abril | 21:00 | 12 200 | Gala TV  | Archivo:Logo TDN.png |
| UNAM      | 0 - 2 | Veracruz    | Olímpico Universitario | 23 de abril | 12:00 | 22 400 |          | UTDN                 |
| Santos    | 2 - 1 | América     | TSM Corona             | 23 de abril | 19:00 | 29 237 |          |                      |
| Monterrey | 1 - 0 | Tigres      | BBVA Bancomer          | 20 de abril | 19:00 | 52 237 | Gala TV  |                      |

| Veracruz    | 1 - 0 | Monterrey | Luis "Pirata" Fuente | 28 de abril | 20:30 | 27 001 | Azteca 7 |                      |
| Chiapas     | 2 - 2 | Santos    | Víctor Manuel Reyna  | 29 de abril | 17:00 | 25 843 |          |                      |
| Tigres      | 3 - 0 | Tijuana   | Universitario        | 29 de abril | 19:00 | 41 217 | Gala TV  |                      |
| Morelia     | 4 - 0 | UNAM      | Morelos              | 29 de abril | 19:00 | 31 123 | Azteca 7 |                      |
| Pachuca     | 2 - 2 | Cruz Azul | Hidalgo              | 29 de abril | 19:06 | 27 512 |          |                      |
| Guadalajara | 1 - 1 | León      | Chivas               | 29 de abril | 19:06 | 36 905 |          |                      |
| América     | 1 - 2 | Atlas     | Azteca               | 29 de abril | 21:00 | 37 942 |          | Archivo:Logo TDN.png |
| Toluca      | 1 - 2 | Querétaro | Nemesio Diez         | 30 de abril | 12:00 | 24 749 |          |                      |
| Puebla      | 0 - 1 | Necaxa    | Cuauhtémoc           | 30 de abril | 18:00 | 34 670 |          |                      |

| Querétaro | 1 - 5 | Tigres      | Corregidora            | 6 de mayo | 17:00 | 29 538 |         |                      |
| León      | 1 - 2 | Cruz Azul   | León                   | 6 de mayo | 19:06 | 19 334 |         |                      |
| Necaxa    | 0 - 0 | Guadalajara | Victoria               | 6 de mayo | 21:00 | 22 231 | Gala TV |                      |
| América   | 2 - 3 | Pachuca     | Azteca                 | 6 de mayo | 21:00 | 33 482 |         | Archivo:Logo TDN.png |
| Atlas     | 0 - 1 | Chiapas     | Jalisco                | 6 de mayo | 21:00 | 45 287 |         |                      |
| Tijuana   | 1 - 0 | Veracruz    | Caliente               | 6 de mayo | 21:00 | 20 133 | a+ /    |                      |
| Monterrey | 1 - 2 | Morelia     | BBVA Bancomer          | 6 de mayo | 21:00 | 44 341 |         |                      |
| UNAM      | 0 - 1 | Puebla      | Olímpico Universitario | 7 de mayo | 12:00 | 15 200 |         |                      |
| Santos    | 2 - 2 | Toluca      | TSM Corona             | 7 de mayo | 18:00 | 26 739 |         |                      |

## Tabla general
| Pos. | Equipo          | Pts. | PJ | G | E  | P  | GF | GC | Dif. | Clasificación                   |
| ---- | --------------- | ---- | -- | - | -- | -- | -- | -- | ---- | ------------------------------- |
| 1    | Tijuana         | 31   | 17 | 9 | 4  | 4  | 30 | 22 | +8   | Cuartos de final de la liguilla |
| 2    | Monterrey       | 27   | 17 | 7 | 6  | 4  | 26 | 18 | +8   | Cuartos de final de la liguilla |
| 3    | Guadalajara (C) | 27   | 17 | 7 | 6  | 4  | 21 | 18 | +3   | Cuartos de final de la liguilla |
| 4    | Toluca          | 27   | 17 | 8 | 3  | 6  | 21 | 20 | +1   | Cuartos de final de la liguilla |
| 5    | Santos          | 26   | 17 | 5 | 11 | 1  | 25 | 20 | +5   | Cuartos de final de la liguilla |
| 6    | Atlas           | 26   | 17 | 7 | 5  | 5  | 24 | 20 | +4   | Cuartos de final de la liguilla |
| 7    | Tigres          | 25   | 17 | 7 | 4  | 6  | 26 | 12 | +14  | Cuartos de final de la liguilla |
| 8    | Morelia         | 24   | 17 | 6 | 6  | 5  | 19 | 16 | +3   | Cuartos de final de la liguilla |
| 9    | América         | 24   | 17 | 7 | 3  | 7  | 19 | 19 | 0    |                                 |
| 10   | Pachuca         | 24   | 17 | 6 | 6  | 5  | 16 | 16 | 0    |                                 |
| 11   | Cruz Azul       | 21   | 17 | 5 | 6  | 6  | 19 | 20 | −1   |                                 |
| 12   | Necaxa          | 21   | 17 | 5 | 6  | 6  | 16 | 21 | −5   |                                 |
| 13   | Veracruz        | 21   | 17 | 7 | 0  | 10 | 14 | 20 | −6   |                                 |
| 14   | León            | 20   | 17 | 5 | 5  | 7  | 21 | 23 | −2   |                                 |
| 15   | Querétaro       | 19   | 17 | 5 | 4  | 8  | 21 | 27 | −6   |                                 |
| 16   | Chiapas (D)     | 19   | 17 | 5 | 4  | 8  | 18 | 28 | −10  | Descenso de categoría           |
| 17   | UNAM            | 18   | 17 | 5 | 3  | 9  | 21 | 30 | −9   |                                 |
| 18   | Puebla          | 16   | 17 | 4 | 4  | 9  | 18 | 25 | −7   |                                 |

 Fuente: [cita requerida]

### Evolución de la clasificación
| Equipo / Jornada | 01 | 02 | 03 | 04 | 05 | 06 | 07 | 08 | 09 | 102 | 11 | 12 | 13 | 14 | 15 | 16 | 17 |
| ---------------- | -- | -- | -- | -- | -- | -- | -- | -- | -- | --- | -- | -- | -- | -- | -- | -- | -- |
| Tijuana          | 17 | 7  | 1  | 1  | 1  | 2  | 3  | 1  | 3  | 3   | 4  | 4  | 4  | 2  | 1  | 1  | 1  |
| Monterrey        | 4  | 4  | 7  | 7  | 9  | 5  | 4  | 5  | 4  | 4   | 2  | 3  | 3  | 4  | 2  | 2  | 2  |
| Guadalajara      | 5  | 5  | 9  | 6  | 8  | 4  | 2  | 4  | 1  | 1   | 1  | 2  | 2  | 3  | 4  | 4  | 3  |
| Toluca           | 1  | 1  | 2  | 4  | 2  | 1  | 1  | 2  | 5  | 5   | 3  | 1  | 1  | 1  | 3  | 5  | 4  |
| Santos Laguna    | 8  | 6  | 8  | 3  | 4  | 6  | 5  | 7  | 8  | 8   | 11 | 8  | 6  | 6  | 5  | 6  | 5  |
| Atlas            | 18 | 12 | 15 | 9  | 10 | 11 | 8  | 6  | 6  | 6   | 10 | 11 | 7  | 7  | 7  | 3  | 6  |
| Tigres           | 9  | 14 | 10 | 12 | 14 | 16 | 13 | 15 | 12 | 12  | 13 | 13 | 11 | 9  | 9  | 8  | 7  |
| Morelia          | 3  | 3  | 6  | 11 | 13 | 10 | 12 | 13 | 10 | 10  | 7  | 9  | 10 | 10 | 11 | 9  | 8  |
| América 1        | 10 | 15 | 18 | 15 | 11 | 12 | 14 | 11 | 13 | 13  | 9  | 7  | 5  | 5  | 6  | 7  | 9  |
| Pachuca          | 2  | 2  | 3  | 5  | 7  | 3  | 6  | 3  | 2  | 2   | 5  | 5  | 8  | 8  | 8  | 10 | 10 |
| Cruz Azul        | 6  | 10 | 11 | 13 | 12 | 14 | 16 | 17 | 14 | 14  | 14 | 15 | 16 | 15 | 14 | 15 | 11 |
| Necaxa           | 14 | 17 | 13 | 16 | 15 | 13 | 15 | 16 | 17 | 17  | 15 | 17 | 17 | 16 | 15 | 13 | 12 |
| Veracruz         | 7  | 9  | 5  | 10 | 5  | 8  | 10 | 14 | 16 | 16  | 17 | 14 | 13 | 14 | 13 | 11 | 13 |
| León             | 16 | 11 | 14 | 14 | 16 | 17 | 18 | 18 | 18 | 18  | 18 | 18 | 15 | 12 | 10 | 12 | 14 |
| Querétaro        | 15 | 13 | 16 | 17 | 17 | 15 | 9  | 8  | 9  | 9   | 6  | 10 | 12 | 13 | 16 | 14 | 15 |
| Chiapas 1        | 11 | 16 | 12 | 8  | 6  | 9  | 11 | 9  | 11 | 11  | 12 | 12 | 14 | 17 | 17 | 17 | 16 |
| UNAM             | 13 | 8  | 4  | 2  | 3  | 7  | 7  | 10 | 7  | 7   | 8  | 6  | 9  | 11 | 12 | 16 | 17 |
| Puebla           | 12 | 18 | 17 | 18 | 18 | 18 | 17 | 12 | 15 | 15  | 16 | 16 | 18 | 18 | 18 | 18 | 18 |

- Notas:

## Tabla de Cocientes
| Posición | Equipo      | A14 | C15 | A15 | C16 | A16 | C17 | Puntos | Juegos | Dif | Cociente |
| -------- | ----------- | --- | --- | --- | --- | --- | --- | ------ | ------ | --- | -------- |
| 1        | América     | 31  | 29  | 28  | 29  | 28  | 24  | 169    | 102    | 37  | 1.6666   |
| 2        | Tigres      | 31  | 29  | 28  | 24  | 30  | 25  | 167    | 102    | 59  | 1.6372   |
| 3        | Monterrey   | 27  | 24  | 23  | 37  | 25  | 27  | 163    | 102    | 35  | 1.5980   |
| 4        | Toluca      | 29  | 24  | 32  | 22  | 24  | 28  | 159    | 102    | 18  | 1.5490   |
| 5        | Pachuca     | 25  | 25  | 21  | 30  | 31  | 24  | 156    | 102    | 33  | 1.5294   |
| 6        | UNAM        | 24  | 22  | 35  | 22  | 27  | 18  | 148    | 102    | 12  | 1.4509   |
| 7        | Guadalajara | 16  | 26  | 21  | 28  | 28  | 27  | 146    | 102    | 11  | 1.4313   |
| 8        | León        | 22  | 16  | 30  | 30  | 26  | 20  | 144    | 102    | 6   | 1.4117   |
| 9        | Tijuana     | 21  | 24  | 16  | 18  | 33  | 31  | 143    | 102    | 4   | 1.4019   |
| 10       | Necaxa      | -   | -   | -   | -   | 26  | 21  | 47     | 34     | 1   | 1.3823   |
| 11       | Atlas       | 31  | 28  | 17  | 14  | 19  | 26  | 135    | 102    | -18 | 1.3235   |
| 12       | Santos      | 23  | 25  | 17  | 27  | 16  | 26  | 134    | 102    | -5  | 1.3137   |
| 13       | Cruz Azul   | 21  | 25  | 20  | 22  | 19  | 21  | 128    | 102    | -3  | 1.2549   |
| 14       | Querétaro   | 21  | 26  | 22  | 19  | 20  | 19  | 127    | 102    | -12 | 1.2450   |
| 15       | Puebla      | 16  | 20  | 27  | 22  | 20  | 16  | 121    | 102    | -20 | 1.1863   |
| 16       | Morelia     | 10  | 13  | 23  | 28  | 20  | 24  | 118    | 102    | -28 | 1.1568   |
| 17       | Veracruz    | 15  | 28  | 27  | 14  | 12  | 21  | 117    | 102    | -39 | 1.1470   |
| 18       | Chiapas     | 28  | 20  | 29  | 12  | 9   | 19  | 117    | 102    | -49 | 1.1470   |

|  | Descendió a la Liga de Ascenso |

## Liguilla
|  | Cuartos de final                                               | Cuartos de final                                               | Cuartos de final                                               | Cuartos de final                                               | Cuartos de final                                               |   |   | Semifinales                                          | Semifinales                                          | Semifinales                                          | Semifinales                                          | Semifinales                                          |  |   | Final                                                | Final                                                | Final                                                | Final                                                | Final                                                |  |
|  | 10 y 11 de mayo de 2017 (ida) 13 y 14 de mayo de 2017 (vuelta) | 10 y 11 de mayo de 2017 (ida) 13 y 14 de mayo de 2017 (vuelta) | 10 y 11 de mayo de 2017 (ida) 13 y 14 de mayo de 2017 (vuelta) | 10 y 11 de mayo de 2017 (ida) 13 y 14 de mayo de 2017 (vuelta) | 10 y 11 de mayo de 2017 (ida) 13 y 14 de mayo de 2017 (vuelta) |   |   | 18 de mayo de 2017 (ida) 21 de mayo de 2017 (vuelta) | 18 de mayo de 2017 (ida) 21 de mayo de 2017 (vuelta) | 18 de mayo de 2017 (ida) 21 de mayo de 2017 (vuelta) | 18 de mayo de 2017 (ida) 21 de mayo de 2017 (vuelta) | 18 de mayo de 2017 (ida) 21 de mayo de 2017 (vuelta) |  |   | 25 de mayo de 2017 (ida) 28 de mayo de 2017 (vuelta) | 25 de mayo de 2017 (ida) 28 de mayo de 2017 (vuelta) | 25 de mayo de 2017 (ida) 28 de mayo de 2017 (vuelta) | 25 de mayo de 2017 (ida) 28 de mayo de 2017 (vuelta) | 25 de mayo de 2017 (ida) 28 de mayo de 2017 (vuelta) |  |
|  |                                                                |                                                                |                                                                |                                                                |                                                                |   |   |                                                      |                                                      |                                                      |                                                      |                                                      |  |   |                                                      |                                                      |                                                      |                                                      |                                                      |  |
|  |                                                                |                                                                |                                                                |                                                                |                                                                |   |   |                                                      |                                                      |                                                      |                                                      |                                                      |  |   |                                                      |                                                      |                                                      |                                                      |                                                      |  |
|  | 3                                                              | Guadalajara (*)                                                | 0                                                              | 1                                                              | 1                                                              |   |   |                                                      |                                                      |                                                      |                                                      |                                                      |  |   |                                                      |                                                      |                                                      |                                                      |                                                      |  |
|  | 3                                                              | Guadalajara (*)                                                | 0                                                              | 1                                                              | 1                                                              |   |   |                                                      |                                                      |                                                      |                                                      |                                                      |  |   |                                                      |                                                      |                                                      |                                                      |                                                      |  |
|  | 6                                                              | Atlas                                                          | 1                                                              | 0                                                              | 1                                                              |   |   |                                                      |                                                      |                                                      |                                                      |                                                      |  |   |                                                      |                                                      |                                                      |                                                      |                                                      |  |
|  | 6                                                              | Atlas                                                          | 1                                                              | 0                                                              | 1                                                              |   | 3 | Guadalajara (*)                                      | 1                                                    | 1                                                    | 2                                                    |                                                      |  |   |                                                      |                                                      |                                                      |                                                      |                                                      |  |
|  |                                                                |                                                                |                                                                |                                                                |                                                                |   | 3 | Guadalajara (*)                                      | 1                                                    | 1                                                    | 2                                                    |                                                      |  |   |                                                      |                                                      |                                                      |                                                      |                                                      |  |
|  |                                                                |                                                                | 4                                                              | Toluca                                                         | 1                                                              | 1 | 2 |                                                      |                                                      |                                                      |                                                      |                                                      |  |   |                                                      |                                                      |                                                      |                                                      |                                                      |  |
|  | 4                                                              | Toluca                                                         | 4                                                              | Toluca                                                         | 1                                                              | 1 | 2 | 4                                                    | 1                                                    | 5                                                    |                                                      |                                                      |  |   |                                                      |                                                      |                                                      |                                                      |                                                      |  |
|  | 4                                                              | Toluca                                                         |                                                                |                                                                |                                                                |   |   |                                                      |                                                      | 5                                                    |                                                      |                                                      |  |   |                                                      |                                                      |                                                      |                                                      |                                                      |  |
|  | 5                                                              | Santos                                                         | 1                                                              | 3                                                              | 4                                                              |   |   |                                                      |                                                      |                                                      |                                                      |                                                      |  |   |                                                      |                                                      |                                                      |                                                      |                                                      |  |
|  | 5                                                              | Santos                                                         | 1                                                              | 3                                                              | 4                                                              |   |   |                                                      |                                                      |                                                      |                                                      |                                                      |  | 3 | Guadalajara                                          | 2                                                    | 2                                                    | 4                                                    |                                                      |  |
|  |                                                                |                                                                |                                                                |                                                                |                                                                |   |   |                                                      |                                                      |                                                      |                                                      |                                                      |  | 3 | Guadalajara                                          | 2                                                    | 2                                                    | 4                                                    |                                                      |  |
|  |                                                                |                                                                | 7                                                              | Tigres                                                         | 2                                                              | 1 | 3 |                                                      |                                                      |                                                      |                                                      |                                                      |  |   |                                                      |                                                      |                                                      |                                                      |                                                      |  |
|  | 1                                                              | Tijuana                                                        | 7                                                              | Tigres                                                         | 2                                                              | 1 | 3 | 0                                                    | 2                                                    | 2                                                    |                                                      |                                                      |  |   |                                                      |                                                      |                                                      |                                                      |                                                      |  |
|  | 1                                                              | Tijuana                                                        |                                                                |                                                                |                                                                |   |   |                                                      |                                                      | 2                                                    |                                                      |                                                      |  |   |                                                      |                                                      |                                                      |                                                      |                                                      |  |
|  | 8                                                              | Morelia                                                        | 1                                                              | 0                                                              | 1                                                              |   |   |                                                      |                                                      |                                                      |                                                      |                                                      |  |   |                                                      |                                                      |                                                      |                                                      |                                                      |  |
|  | 8                                                              | Morelia                                                        | 1                                                              | 0                                                              | 1                                                              |   | 1 | Tijuana                                              | 0                                                    | 0                                                    | 0                                                    |                                                      |  |   |                                                      |                                                      |                                                      |                                                      |                                                      |  |
|  |                                                                |                                                                |                                                                |                                                                |                                                                |   | 1 | Tijuana                                              | 0                                                    | 0                                                    | 0                                                    |                                                      |  |   |                                                      |                                                      |                                                      |                                                      |                                                      |  |
|  |                                                                |                                                                | 7                                                              | Tigres                                                         | 2                                                              | 2 | 4 |                                                      |                                                      |                                                      |                                                      |                                                      |  |   |                                                      |                                                      |                                                      |                                                      |                                                      |  |
|  | 2                                                              | Monterrey                                                      | 7                                                              | Tigres                                                         | 2                                                              | 2 | 4 | 1                                                    | 0                                                    | 1                                                    |                                                      |                                                      |  |   |                                                      |                                                      |                                                      |                                                      |                                                      |  |
|  | 2                                                              | Monterrey                                                      |                                                                |                                                                |                                                                |   |   |                                                      |                                                      | 1                                                    |                                                      |                                                      |  |   |                                                      |                                                      |                                                      |                                                      |                                                      |  |
|  | 7                                                              | Tigres                                                         | 4                                                              | 2                                                              | 6                                                              |   |   |                                                      |                                                      |                                                      |                                                      |                                                      |  |   |                                                      |                                                      |                                                      |                                                      |                                                      |  |
|  | 7                                                              | Tigres                                                         | 4                                                              | 2                                                              | 6                                                              |   |   |                                                      |                                                      |                                                      |                                                      |                                                      |  |   |                                                      |                                                      |                                                      |                                                      |                                                      |  |
|  |                                                                |                                                                |                                                                |                                                                |                                                                |   |   |                                                      |                                                      |                                                      |                                                      |                                                      |  |   |                                                      |                                                      |                                                      |                                                      |                                                      |  |

- (*) Avanzan por su posición en la tabla
- Campeón y subcampeón clasifican a la Liga de Campeones de la Concacaf 2018.

### Cuartos de final

#### Tijuana-Morelia
| 11 de mayo del 2017, 19:30 | Morelia      | 1:0 (1:0) | Tijuana | Estadio Morelos, Morelia                                       |                                                                |
|                            | Sansores 10' | Reporte   |         | Asistencia: 26 679 espectadores Árbitro(s): Erick Yair Miranda | Asistencia: 26 679 espectadores Árbitro(s): Erick Yair Miranda |

| 14 de mayo del 2017, 20:00                | Tijuana                 | 2:0 (1:0) | Morelia | Estadio Caliente, Tijuana                                     |                                                               |
|                                           | Martín 41' · Lucero 79' | Reporte   |         | Asistencia: 27 333 espectadores Árbitro(s): Oscar Macías Romo | Asistencia: 27 333 espectadores Árbitro(s): Oscar Macías Romo |
| Tijuana avanza a Semifinales (Global 2:1) |                         |           |         |                                                               |                                                               |

#### Monterrey-Tigres
| 10 de mayo del 2017, 19:30 | Tigres                            | 4:1 (2:0) | Monterrey   | Estadio Universitario, San Nicolás de los Garza                    |                                                                    |
|                            | Gignac 19' 68' · Dueñas 44' 90+1' | Reporte   | Basanta 90' | Asistencia: 41 612 espectadores Árbitro(s): César Ramos Palazuelos | Asistencia: 41 612 espectadores Árbitro(s): César Ramos Palazuelos |

| 13 de mayo del 2017, 19:00               | Monterrey | 0:2 (0:1) | Tigres           | Estadio BBVA Bancomer, Guadalupe                                     |                                                                      |
|                                          |           | Reporte   | Gignac 45+2' 67' | Asistencia: 52 969 espectadores Árbitro(s): Fernando Hernández Gómez | Asistencia: 52 969 espectadores Árbitro(s): Fernando Hernández Gómez |
| Tigres avanza a Semifinales (Global 1-6) |           |           |                  |                                                                      |                                                                      |

#### Guadalajara-Atlas
| 11 de mayo del 2017, 21:30 | Atlas        | 1:0 (1:0) | Guadalajara | Estadio Jalisco, Guadalajara                                  |                                                               |
|                            | Alustiza 29' | Reporte   |             | Asistencia: 46 605 espectadores Árbitro(s): Jorge Pérez Dúran | Asistencia: 46 605 espectadores Árbitro(s): Jorge Pérez Dúran |

| 14 de mayo del 2017, 18:06                                                   | Guadalajara | 1:0 (1:0) | Atlas | Estadio Chivas, Zapopan                                            |                                                                    |
|                                                                              | Pineda 45'  | Reporte   |       | Asistencia: 42 173 espectadores Árbitro(s): Luis Enrique Santander | Asistencia: 42 173 espectadores Árbitro(s): Luis Enrique Santander |
| Guadalajara avanza a Semifinales por mejor posición en la tabla (Global 1:1) |             |           |       |                                                                    |                                                                    |

#### Toluca-Santos Laguna
| 10 de mayo del 2017, 21:30 | Santos Laguna | 1:4 (0:1) | Toluca                                               | Estadio TSM Corona, Torreón                                         |                                                                     |
|                            | Rodríguez 52' | Reporte   | Hauche 13' · Triverio 54' · Uribe 78' · Esquivel 87' | Asistencia: 22 073 espectadores Árbitro(s): Paul Enrique Delgadillo | Asistencia: 22 073 espectadores Árbitro(s): Paul Enrique Delgadillo |

| 13 de mayo del 2017, 21:00               | Toluca   | 1:3 (1:2) | Santos Laguna                               | Estadio Nemesio Díez, Toluca                                    |                                                                 |
|                                          | Ríos 42' | Reporte   | Triverio 21' (a.g.) · Rivas 45' · Furch 60' | Asistencia: 24 643 espectadores Árbitro(s): Marco Antonio Ortíz | Asistencia: 24 643 espectadores Árbitro(s): Marco Antonio Ortíz |
| Toluca avanza a Semifinales (Global 5:4) |          |           |                                             |                                                                 |                                                                 |

### Semifinales

#### Tijuana-Tigres
| 18 de mayo del 2017, 21:30 | Tigres                     | 2:0 (2:0) | Tijuana | Estadio Universitario, San Nicolás de los Garza                 |                                                                 |
|                            | Zelarayán 41' · Aquino 44' | Reporte   |         | Asistencia: 41 426 espectadores Árbitro(s): Marco Antonio Ortíz | Asistencia: 41 426 espectadores Árbitro(s): Marco Antonio Ortíz |

| 21 de mayo del 2017, 20:00            | Tijuana | 0:2 (0:0) | Tigres                  | Estadio Caliente, Tijuana                                     |                                                               |
|                                       |         | Reporte   | Aquino 64' · Damm 90+1' | Asistencia: 27 333 espectadores Árbitro(s): Jorge Pérez Durán | Asistencia: 27 333 espectadores Árbitro(s): Jorge Pérez Durán |
| Tigres avanza a la Final (Global 0-4) |         |           |                         |                                                               |                                                               |

#### Guadalajara-Toluca
| 18 de mayo del 2017, 19:30 | Toluca    | 1:1 (0:0) | Guadalajara | Estadio Nemesio Díez, Toluca                                  |                                                               |
|                            | Uribe 84' | Reporte   | Pizarro 82' | Asistencia: 25 671 espectadores Árbitro(s): Oscar Macías Romo | Asistencia: 25 671 espectadores Árbitro(s): Oscar Macías Romo |

| 21 de mayo del 2017, 18:06                                                | Guadalajara  | 1:1 (1:0) | Toluca    | Estadio Chivas, Zapopan                                            |                                                                    |
|                                                                           | Calderón 30' | Reporte   | Uribe 48' | Asistencia: 40 182 espectadores Árbitro(s): Luis Enrique Santander | Asistencia: 40 182 espectadores Árbitro(s): Luis Enrique Santander |
| Guadalajara avanza a la Final por mejor posición en la tabla (Global 2:2) |              |           |           |                                                                    |                                                                    |

### Final

#### Guadalajara-Tigres
| 25 de mayo de 2017, 21:00 | Tigres         | 2:2 (0:2) | Guadalajara              | Estadio Universitario, San Nicolás de los Garza               |                                                               |
|                           | Gignac 85' 88' | Reporte   | Pulido 22' · Pizarro 42' | Asistencia: 41 615 espectadores Árbitro(s): Oscar Macías Romo | Asistencia: 41 615 espectadores Árbitro(s): Oscar Macías Romo |

| 28 de mayo de 2017, 18:06                                                   | Guadalajara              | 2:1 (1:0) | Tigres   | Estadio Chivas, Zapopan                                            |                                                                    |
|                                                                             | Pulido 17' · Vázquez 71' | Reporte   | Sosa 89' | Asistencia: 45 033 espectadores Árbitro(s): Luis Enrique Santander | Asistencia: 45 033 espectadores Árbitro(s): Luis Enrique Santander |
| Guadalajara es Campeón del Torneo Clausura 2017 tras ganar en el global 4:3 |                          |           |          |                                                                    |                                                                    |

#### Final - Ida
| 1     | POR   | Nahuel Guzmán       |     |
| 28    | DEF   | Luis Rodríguez      |     |
| 3     | DEF   | Juninho             |     |
| 4     | DEF   | Hugo Ayala          | 46' |
| 16    | DEF   | Luis Advíncula      | 72' |
| 19    | MED   | Guido Pizarro       |     |
| 29    | MED   | Jesús Dueñas        |     |
| 18    | MED   | Ismael Sosa         |     |
| 20    | MED   | Javier Aquino       |     |
| 8     | MED   | Lucas Zelarayán     | 62' |
| 10    | DEL   | André-Pierre Gignac |     |
| D. T. | D. T. | Ricardo Ferretti    |     |

| 30    | POR   | Rodolfo Cota      |     |
| 6     | DEF   | Edwin Hernández   | 77' |
| 2     | DEF   | Oswaldo Alanís    |     |
| 3     | DEF   | Carlos Salcido    |     |
| 17    | DEF   | Jesús Sánchez     |     |
| 18    | MED   | Néstor Calderón   | 61' |
| 7     | MED   | Orbelín Pineda    | 72' |
| 23    | MED   | José Juan Vázquez |     |
| 25    | MED   | Michael Pérez     |     |
| 20    | DEL   | Rodolfo Pizarro   |     |
| 9     | DEL   | Alan Pulido       |     |
| D. T. | D. T. | Matías Almeyda    |     |

| 21 | Defensa        | Francisco Meza | 46' |
| 25 | Centrocampista | Jürgen Damm    | 62' |
| 11 | Centrocampista | Damián Álvarez | 72' |

| 16 | Defensa   | Miguel Ponce       | 72' |
| 21 | Delantero | Carlos Fierro      | 61' |
| 19 | Delantero | Guillermo Martínez | 77' |

| 85' · 88' | André-Pierre Gignac | 1:2 2:2 |

| 23' · 42' | Alan Pulido Rodolfo Pizarro | 1:0 2:0 |

| 90+4' | Jesús Dueñas |

| 79' · 84' | Rodolfo Cota Miguel Ponce |

| Principal  | Óscar Macías Romo       |
| Asistentes | Marcos Quintero Huitrón |
|            | Jimmy Acosta            |
| Cuarto     | Marco Antonio Ortiz     |

|                    |     |     |
| Tiros              | 19  | 7   |
| Tiros a puerta     | 10  | 6   |
| Faltas             | 14  | 13  |
| Saques de esquina  | 3   | 4   |
| Penaltis           | 0   | 0   |
| Fueras de juego    | 0   | 1   |
| Posesión del balón | 54% | 46% |

| Alineación inicial |

| 1     | POR   | Nahuel Guzmán       |     |
| 28    | DEF   | Luis Rodríguez      |     |
| 3     | DEF   | Juninho             |     |
| 4     | DEF   | Hugo Ayala          | 46' |
| 16    | DEF   | Luis Advíncula      | 72' |
| 19    | MED   | Guido Pizarro       |     |
| 29    | MED   | Jesús Dueñas        |     |
| 18    | MED   | Ismael Sosa         |     |
| 20    | MED   | Javier Aquino       |     |
| 8     | MED   | Lucas Zelarayán     | 62' |
| 10    | DEL   | André-Pierre Gignac |     |
| D. T. | D. T. | Ricardo Ferretti    |     |

| 30    | POR   | Rodolfo Cota      |     |
| 6     | DEF   | Edwin Hernández   | 77' |
| 2     | DEF   | Oswaldo Alanís    |     |
| 3     | DEF   | Carlos Salcido    |     |
| 17    | DEF   | Jesús Sánchez     |     |
| 18    | MED   | Néstor Calderón   | 61' |
| 7     | MED   | Orbelín Pineda    | 72' |
| 23    | MED   | José Juan Vázquez |     |
| 25    | MED   | Michael Pérez     |     |
| 20    | DEL   | Rodolfo Pizarro   |     |
| 9     | DEL   | Alan Pulido       |     |
| D. T. | D. T. | Matías Almeyda    |     |

| 21 | Defensa        | Francisco Meza | 46' |
| 25 | Centrocampista | Jürgen Damm    | 62' |
| 11 | Centrocampista | Damián Álvarez | 72' |

| 16 | Defensa   | Miguel Ponce       | 72' |
| 21 | Delantero | Carlos Fierro      | 61' |
| 19 | Delantero | Guillermo Martínez | 77' |

| 85' · 88' | André-Pierre Gignac | 1:2 2:2 |

| 23' · 42' | Alan Pulido Rodolfo Pizarro | 1:0 2:0 |

| 90+4' | Jesús Dueñas |

| 79' · 84' | Rodolfo Cota Miguel Ponce |

| Principal  | Óscar Macías Romo       |
| Asistentes | Marcos Quintero Huitrón |
|            | Jimmy Acosta            |
| Cuarto     | Marco Antonio Ortiz     |

|                    |     |     |
| Tiros              | 19  | 7   |
| Tiros a puerta     | 10  | 6   |
| Faltas             | 14  | 13  |
| Saques de esquina  | 3   | 4   |
| Penaltis           | 0   | 0   |
| Fueras de juego    | 0   | 1   |
| Posesión del balón | 54% | 46% |

| Alineación inicial |

| 1     | POR   | Nahuel Guzmán       |     |
| 28    | DEF   | Luis Rodríguez      |     |
| 3     | DEF   | Juninho             |     |
| 4     | DEF   | Hugo Ayala          | 46' |
| 16    | DEF   | Luis Advíncula      | 72' |
| 19    | MED   | Guido Pizarro       |     |
| 29    | MED   | Jesús Dueñas        |     |
| 18    | MED   | Ismael Sosa         |     |
| 20    | MED   | Javier Aquino       |     |
| 8     | MED   | Lucas Zelarayán     | 62' |
| 10    | DEL   | André-Pierre Gignac |     |
| D. T. | D. T. | Ricardo Ferretti    |     |

| 30    | POR   | Rodolfo Cota      |     |
| 6     | DEF   | Edwin Hernández   | 77' |
| 2     | DEF   | Oswaldo Alanís    |     |
| 3     | DEF   | Carlos Salcido    |     |
| 17    | DEF   | Jesús Sánchez     |     |
| 18    | MED   | Néstor Calderón   | 61' |
| 7     | MED   | Orbelín Pineda    | 72' |
| 23    | MED   | José Juan Vázquez |     |
| 25    | MED   | Michael Pérez     |     |
| 20    | DEL   | Rodolfo Pizarro   |     |
| 9     | DEL   | Alan Pulido       |     |
| D. T. | D. T. | Matías Almeyda    |     |

| 21 | Defensa        | Francisco Meza | 46' |
| 25 | Centrocampista | Jürgen Damm    | 62' |
| 11 | Centrocampista | Damián Álvarez | 72' |

| 16 | Defensa   | Miguel Ponce       | 72' |
| 21 | Delantero | Carlos Fierro      | 61' |
| 19 | Delantero | Guillermo Martínez | 77' |

| 85' · 88' | André-Pierre Gignac | 1:2 2:2 |

| 23' · 42' | Alan Pulido Rodolfo Pizarro | 1:0 2:0 |

| 90+4' | Jesús Dueñas |

| 79' · 84' | Rodolfo Cota Miguel Ponce |

| Principal  | Óscar Macías Romo       |
| Asistentes | Marcos Quintero Huitrón |
|            | Jimmy Acosta            |
| Cuarto     | Marco Antonio Ortiz     |

|                    |     |     |
| Tiros              | 19  | 7   |
| Tiros a puerta     | 10  | 6   |
| Faltas             | 14  | 13  |
| Saques de esquina  | 3   | 4   |
| Penaltis           | 0   | 0   |
| Fueras de juego    | 0   | 1   |
| Posesión del balón | 54% | 46% |

| Alineación inicial |

| 1     | POR   | Nahuel Guzmán       |     |
| 28    | DEF   | Luis Rodríguez      |     |
| 3     | DEF   | Juninho             |     |
| 4     | DEF   | Hugo Ayala          | 46' |
| 16    | DEF   | Luis Advíncula      | 72' |
| 19    | MED   | Guido Pizarro       |     |
| 29    | MED   | Jesús Dueñas        |     |
| 18    | MED   | Ismael Sosa         |     |
| 20    | MED   | Javier Aquino       |     |
| 8     | MED   | Lucas Zelarayán     | 62' |
| 10    | DEL   | André-Pierre Gignac |     |
| D. T. | D. T. | Ricardo Ferretti    |     |

| 30    | POR   | Rodolfo Cota      |     |
| 6     | DEF   | Edwin Hernández   | 77' |
| 2     | DEF   | Oswaldo Alanís    |     |
| 3     | DEF   | Carlos Salcido    |     |
| 17    | DEF   | Jesús Sánchez     |     |
| 18    | MED   | Néstor Calderón   | 61' |
| 7     | MED   | Orbelín Pineda    | 72' |
| 23    | MED   | José Juan Vázquez |     |
| 25    | MED   | Michael Pérez     |     |
| 20    | DEL   | Rodolfo Pizarro   |     |
| 9     | DEL   | Alan Pulido       |     |
| D. T. | D. T. | Matías Almeyda    |     |

| 21 | Defensa        | Francisco Meza | 46' |
| 25 | Centrocampista | Jürgen Damm    | 62' |
| 11 | Centrocampista | Damián Álvarez | 72' |

| 16 | Defensa   | Miguel Ponce       | 72' |
| 21 | Delantero | Carlos Fierro      | 61' |
| 19 | Delantero | Guillermo Martínez | 77' |

| 85' · 88' | André-Pierre Gignac | 1:2 2:2 |

| 23' · 42' | Alan Pulido Rodolfo Pizarro | 1:0 2:0 |

| 90+4' | Jesús Dueñas |

| 79' · 84' | Rodolfo Cota Miguel Ponce |

| Principal  | Óscar Macías Romo       |
| Asistentes | Marcos Quintero Huitrón |
|            | Jimmy Acosta            |
| Cuarto     | Marco Antonio Ortiz     |

|                    |     |     |
| Tiros              | 19  | 7   |
| Tiros a puerta     | 10  | 6   |
| Faltas             | 14  | 13  |
| Saques de esquina  | 3   | 4   |
| Penaltis           | 0   | 0   |
| Fueras de juego    | 0   | 1   |
| Posesión del balón | 54% | 46% |

| Alineación inicial |

#### Final - Vuelta
| 30    | POR   | Rodolfo Cota      |       |
| 6     | DEF   | Edwin Hernández   |       |
| 2     | DEF   | Oswaldo Alanís    |       |
| 4     | DEF   | Jair Pereira      |       |
| 17    | DEF   | Jesús Sánchez     |       |
| 3     | MED   | Carlos Salcido    |       |
| 23    | MED   | José Juan Vázquez |       |
| 18    | MED   | Néstor Calderón   | 59'   |
| 20    | MED   | Rodolfo Pizarro   |       |
| 7     | DEL   | Orbelín Pineda    | 90+2' |
| 9     | DEL   | Alan Pulido       |       |
| D. T. | D. T. | Matías Almeyda    |       |

| 1     | POR   | Nahuel Guzmán       |     |
| 28    | DEF   | Luis Rodríguez      | 73' |
| 3     | DEF   | Juninho             |     |
| 4     | DEF   | Hugo Ayala          | 66' |
| 27    | DEF   | Alberto Acosta      | 59' |
| 19    | MED   | Guido Pizarro       |     |
| 20    | MED   | Javier Aquino       |     |
| 29    | MED   | Jesús Dueñas        |     |
| 18    | MED   | Ismael Sosa         |     |
| 25    | DEL   | Jürgen Damm         |     |
| 10    | DEL   | Andre-Pierre Gignac |     |
| D. T. | D. T. | Ricardo Ferretti    |     |

| 21 | Centrocampista | Carlos Fierro  | 59'   |
| 14 | Delantero      | Ángel Zaldívar | 90+2' |

| 8  | Centrocampista | Lucas Zelarayán | 59' |
| 21 | Defensa        | Francisco Meza  | 66' |
| 11 | Centrocampista | Damián Álvarez  | 73' |

| 17' · 71' | Alan Pulido José Juan Vázquez | 1:0 2:0 |

| 88' | Ismael Sosa | 2:1 |

| 86' · 90+1' | Alan Pulido José Juan Vázquez |

| 14' · 73' · 84' · 86' · 90+2' | Javier Aquino Andre-Pierre Gignac Damián Álvarez Nahuel Guzmán Ismael Sosa |

| Principal  | Luis Enrique Santander |
| Asistentes | Alberto Morín          |
|            | Salvador Rodríguez     |
| Cuarto     | Jorge Antonio Pérez    |

|                    |     |     |
| Tiros              | 8   | 15  |
| Tiros a puerta     | 6   | 4   |
| Faltas             | 16  | 14  |
| Saques de esquina  | 1   | 7   |
| Penaltis           | 0   | 0   |
| Fueras de juego    | 0   | 1   |
| Posesión del balón | 49% | 51% |

| Alineación inicial |

| 30    | POR   | Rodolfo Cota      |       |
| 6     | DEF   | Edwin Hernández   |       |
| 2     | DEF   | Oswaldo Alanís    |       |
| 4     | DEF   | Jair Pereira      |       |
| 17    | DEF   | Jesús Sánchez     |       |
| 3     | MED   | Carlos Salcido    |       |
| 23    | MED   | José Juan Vázquez |       |
| 18    | MED   | Néstor Calderón   | 59'   |
| 20    | MED   | Rodolfo Pizarro   |       |
| 7     | DEL   | Orbelín Pineda    | 90+2' |
| 9     | DEL   | Alan Pulido       |       |
| D. T. | D. T. | Matías Almeyda    |       |

| 1     | POR   | Nahuel Guzmán       |     |
| 28    | DEF   | Luis Rodríguez      | 73' |
| 3     | DEF   | Juninho             |     |
| 4     | DEF   | Hugo Ayala          | 66' |
| 27    | DEF   | Alberto Acosta      | 59' |
| 19    | MED   | Guido Pizarro       |     |
| 20    | MED   | Javier Aquino       |     |
| 29    | MED   | Jesús Dueñas        |     |
| 18    | MED   | Ismael Sosa         |     |
| 25    | DEL   | Jürgen Damm         |     |
| 10    | DEL   | Andre-Pierre Gignac |     |
| D. T. | D. T. | Ricardo Ferretti    |     |

| 21 | Centrocampista | Carlos Fierro  | 59'   |
| 14 | Delantero      | Ángel Zaldívar | 90+2' |

| 8  | Centrocampista | Lucas Zelarayán | 59' |
| 21 | Defensa        | Francisco Meza  | 66' |
| 11 | Centrocampista | Damián Álvarez  | 73' |

| 17' · 71' | Alan Pulido José Juan Vázquez | 1:0 2:0 |

| 88' | Ismael Sosa | 2:1 |

| 86' · 90+1' | Alan Pulido José Juan Vázquez |

| 14' · 73' · 84' · 86' · 90+2' | Javier Aquino Andre-Pierre Gignac Damián Álvarez Nahuel Guzmán Ismael Sosa |

| Principal  | Luis Enrique Santander |
| Asistentes | Alberto Morín          |
|            | Salvador Rodríguez     |
| Cuarto     | Jorge Antonio Pérez    |

|                    |     |     |
| Tiros              | 8   | 15  |
| Tiros a puerta     | 6   | 4   |
| Faltas             | 16  | 14  |
| Saques de esquina  | 1   | 7   |
| Penaltis           | 0   | 0   |
| Fueras de juego    | 0   | 1   |
| Posesión del balón | 49% | 51% |

| Alineación inicial |

| 30    | POR   | Rodolfo Cota      |       |
| 6     | DEF   | Edwin Hernández   |       |
| 2     | DEF   | Oswaldo Alanís    |       |
| 4     | DEF   | Jair Pereira      |       |
| 17    | DEF   | Jesús Sánchez     |       |
| 3     | MED   | Carlos Salcido    |       |
| 23    | MED   | José Juan Vázquez |       |
| 18    | MED   | Néstor Calderón   | 59'   |
| 20    | MED   | Rodolfo Pizarro   |       |
| 7     | DEL   | Orbelín Pineda    | 90+2' |
| 9     | DEL   | Alan Pulido       |       |
| D. T. | D. T. | Matías Almeyda    |       |

| 1     | POR   | Nahuel Guzmán       |     |
| 28    | DEF   | Luis Rodríguez      | 73' |
| 3     | DEF   | Juninho             |     |
| 4     | DEF   | Hugo Ayala          | 66' |
| 27    | DEF   | Alberto Acosta      | 59' |
| 19    | MED   | Guido Pizarro       |     |
| 20    | MED   | Javier Aquino       |     |
| 29    | MED   | Jesús Dueñas        |     |
| 18    | MED   | Ismael Sosa         |     |
| 25    | DEL   | Jürgen Damm         |     |
| 10    | DEL   | Andre-Pierre Gignac |     |
| D. T. | D. T. | Ricardo Ferretti    |     |

| 21 | Centrocampista | Carlos Fierro  | 59'   |
| 14 | Delantero      | Ángel Zaldívar | 90+2' |

| 8  | Centrocampista | Lucas Zelarayán | 59' |
| 21 | Defensa        | Francisco Meza  | 66' |
| 11 | Centrocampista | Damián Álvarez  | 73' |

| 17' · 71' | Alan Pulido José Juan Vázquez | 1:0 2:0 |

| 88' | Ismael Sosa | 2:1 |

| 86' · 90+1' | Alan Pulido José Juan Vázquez |

| 14' · 73' · 84' · 86' · 90+2' | Javier Aquino Andre-Pierre Gignac Damián Álvarez Nahuel Guzmán Ismael Sosa |

| Principal  | Luis Enrique Santander |
| Asistentes | Alberto Morín          |
|            | Salvador Rodríguez     |
| Cuarto     | Jorge Antonio Pérez    |

|                    |     |     |
| Tiros              | 8   | 15  |
| Tiros a puerta     | 6   | 4   |
| Faltas             | 16  | 14  |
| Saques de esquina  | 1   | 7   |
| Penaltis           | 0   | 0   |
| Fueras de juego    | 0   | 1   |
| Posesión del balón | 49% | 51% |

| Alineación inicial |

| 30    | POR   | Rodolfo Cota      |       |
| 6     | DEF   | Edwin Hernández   |       |
| 2     | DEF   | Oswaldo Alanís    |       |
| 4     | DEF   | Jair Pereira      |       |
| 17    | DEF   | Jesús Sánchez     |       |
| 3     | MED   | Carlos Salcido    |       |
| 23    | MED   | José Juan Vázquez |       |
| 18    | MED   | Néstor Calderón   | 59'   |
| 20    | MED   | Rodolfo Pizarro   |       |
| 7     | DEL   | Orbelín Pineda    | 90+2' |
| 9     | DEL   | Alan Pulido       |       |
| D. T. | D. T. | Matías Almeyda    |       |

| 1     | POR   | Nahuel Guzmán       |     |
| 28    | DEF   | Luis Rodríguez      | 73' |
| 3     | DEF   | Juninho             |     |
| 4     | DEF   | Hugo Ayala          | 66' |
| 27    | DEF   | Alberto Acosta      | 59' |
| 19    | MED   | Guido Pizarro       |     |
| 20    | MED   | Javier Aquino       |     |
| 29    | MED   | Jesús Dueñas        |     |
| 18    | MED   | Ismael Sosa         |     |
| 25    | DEL   | Jürgen Damm         |     |
| 10    | DEL   | Andre-Pierre Gignac |     |
| D. T. | D. T. | Ricardo Ferretti    |     |

| 21 | Centrocampista | Carlos Fierro  | 59'   |
| 14 | Delantero      | Ángel Zaldívar | 90+2' |

| 8  | Centrocampista | Lucas Zelarayán | 59' |
| 21 | Defensa        | Francisco Meza  | 66' |
| 11 | Centrocampista | Damián Álvarez  | 73' |

| 17' · 71' | Alan Pulido José Juan Vázquez | 1:0 2:0 |

| 88' | Ismael Sosa | 2:1 |

| 86' · 90+1' | Alan Pulido José Juan Vázquez |

| 14' · 73' · 84' · 86' · 90+2' | Javier Aquino Andre-Pierre Gignac Damián Álvarez Nahuel Guzmán Ismael Sosa |

| Principal  | Luis Enrique Santander |
| Asistentes | Alberto Morín          |
|            | Salvador Rodríguez     |
| Cuarto     | Jorge Antonio Pérez    |

|                    |     |     |
| Tiros              | 8   | 15  |
| Tiros a puerta     | 6   | 4   |
| Faltas             | 16  | 14  |
| Saques de esquina  | 1   | 7   |
| Penaltis           | 0   | 0   |
| Fueras de juego    | 0   | 1   |
| Posesión del balón | 49% | 51% |

| Alineación inicial |

| Campeón Clausura 2017 |
| --------------------- |
|                       |
| Guadalajara           |
| 12° Título            |

## Estadísticas

### Clasificación juego limpio
- Datos según la página oficial.

| Lugar                                | Club                                 | Tarjeta amarilla | Segunda tarjeta amarilla y expulsión · Segunda tarjeta amarilla y expulsión | Tarjeta roja directa | Puntos   |
| ------------------------------------ | ------------------------------------ | ---------------- | --------------------------------------------------------------------------- | -------------------- | -------- |
| 1                                    | Chiapas                              | 27               | 0                                                                           | 0                    | 27       |
| 2                                    | Santos Laguna                        | 23               | 0                                                                           | 3                    | 32       |
| 3                                    | Tigres                               | 34               | 0                                                                           | 1                    | 37       |
| 3                                    | Necaxa                               | 37               | 0                                                                           | 0                    | 37       |
| 5                                    | Guadalajara                          | 24               | 0                                                                           | 5                    | 39       |
| 5                                    | Atlas                                | 27               | 0                                                                           | 4                    | 39       |
| 7                                    | Veracruz                             | 38               | 0                                                                           | 1                    | 41       |
| 8                                    | Querétaro                            | 34               | 0                                                                           | 3                    | 43       |
| 9                                    | León                                 | 39               | 0                                                                           | 2                    | 45       |
| 9                                    | Puebla                               | 33               | 0                                                                           | 4                    | 45       |
| 9                                    | Monterrey                            | 36               | 0                                                                           | 3                    | 45       |
| 12                                   | Tijuana                              | 34               | 0                                                                           | 4                    | 46       |
| 12                                   | Pachuca                              | 43               | 0                                                                           | 1                    | 46       |
| 14                                   | América                              | 46               | 0                                                                           | 1                    | 49       |
| 15                                   | UNAM                                 | 38               | 0                                                                           | 4                    | 50       |
| 16                                   | Morelia                              | 50               | 0                                                                           | 1                    | 53       |
| 17                                   | Cruz Azul                            | 43               | 0                                                                           | 4                    | 55       |
| 18                                   | Toluca                               | 46               | 0                                                                           | 4                    | 58       |
| Primera Tarjeta Amarilla             | Primera Tarjeta Amarilla             | 1 punto          | 1 punto                                                                     | 1 punto              | 1 punto  |
| Segunda Tarjeta Amarilla y Expulsión | Segunda Tarjeta Amarilla y Expulsión | 3 puntos         | 3 puntos                                                                    | 3 puntos             | 3 puntos |
| Tarjeta Roja Directa                 | Tarjeta Roja Directa                 | 3 puntos         | 3 puntos                                                                    | 3 puntos             | 3 puntos |

### Máximos goleadores
Lista con los máximos goleadores del torneo. 
- Datos según la página oficial.

| Pos. | Jugador             | Equipo  | Goles | Penal | Minutos |
| ---- | ------------------- | ------- | ----- | ----- | ------- |
| 1º   | Raul Ruidíaz        | Morelia | 9     | 3     | 1334    |
| 2º   | Avilés Hurtado      | Tijuana | 8     | 1     | 1515    |
| =    | Matías Alustiza     | Atlas   | 8     | 1     | 1214    |
| =    | André-Pierre Gignac | Tigres  | 8     | 0     | 1416    |
| =    | Oribe Peralta       | América | 8     | 1     | 1456    |
| =    | Nicolás Castillo    | UNAM    | 8     | 0     | 940     |
| 3º   | Mauro Boselli       | León    | 7     | 2     | 1194    |

### Máximos Asistentes
Lista con los máximos asistentes del torneo.
- Datos según la página oficial.

| Pos. | Jugador                | Equipo    | Asistencias | Minutos |
| ---- | ---------------------- | --------- | ----------- | ------- |
| 1º   | Neri Cardozo           | Querétaro | 6           | 1061    |
| 2º   | Carlos Sánchez         | Monterrey | 5           | 702     |
| =    | Jonathan Urretaviscaya | Pachuca   | 5           | 1147    |
| =    | Gael Sandoval          | Santos    | 5           | 1150    |
| 5º   | Alan Mendoza           | UNAM      | 4           | 1053    |

#### Hat-tricks o más
| Jugador             | Equipo  | Adversario | Resultado | Goles       | Fecha       |
| ------------------- | ------- | ---------- | --------- | ----------- | ----------- |
| Hirving Lozano      | Pachuca | León       | 2 - 4     | 18' 77' 87' | 7 de enero  |
| Raúl Ruidíaz        | Morelia | UNAM       | 4 - 0     | 23' 79' 86' | 29 de abril |
| André-Pierre Gignac | Tigres  | Querétaro  | 1 - 5     | 8' 58' 77'  | 6 de mayo   |

### Torneo Regular
- Primer gol de la temporada: Anotado por Leobardo López, minuto 50 (Veracruz 1 - 0 Querétaro) (Jornada 1)

- Último gol de la temporada: Anotado por Julio César Furch, minuto 64 (Santos Laguna 2 - 2 Toluca) (Jornada 17)

- Gol más rápido: (a.g) Paulo César Da Silva, minuto 0 con 42 segundos (Toluca 4 - 1 Atlas) (Jornada 1)

- Gol más tardío: Juan Martín Lucero, minuto 90+4 (Tijuana 1 - 2 Necaxa) (Jornada 6)

- Mayor número de goles marcados en un partido: 8 goles (Tijuana 6 - 2 Puebla) (Jornada 2)

- Mayor victoria de local:
- Tijuana 6 - 2 Puebla (Jornada 2)
- León 4 - 0 Veracruz (Jornada 13)
- Tigres 4 - 0 Pumas UNAM (Jornada 14)

- Mayor victoria de visita:
- Querétaro 1 - 5 Tigres (Jornada 17)

- Partido con más penales a favor de un equipo:
- León 2 - 4 Tijuana (Jornada 5) (2 penales, los dos anotados para Tijuana)
- Atlas 3 - 3 Tijuana (Jornada 12) (2 penales para Atlas, uno anotado)

### Rachas
«Actualizado a la jornada 17»
- Mayor racha ganadora:  4 partidos (Tijuana, León)
- Mayor racha invicta: 8 partidos (Santos Laguna)
- Mayor racha anotando: 16 partidos (Santos Laguna)
- Mayor racha sin anotar: 6 partidos (Pachuca)
- Mayor racha perdiendo: 5 partidos (Veracruz)
- Mayor racha empatando: 4 partidos (Monterrey, Santos Laguna)
- Mayor racha sin ganar: 9 partidos (León)

## Asistencia
Lista con la asistencia del Liga Bancomer MX por jornadas. 
- Datos según la página oficial de la competición.

 Fecha de actualización: 12 de mayo de 2017
| 1  | 230.189 | 25.576 | 71.16 % | Tigres vs Santos (41,116)         | Puebla vs Monterrey (13,338)   | Asistencia J1  |
| 2  | 271.661 | 30.184 | 84.65 % | Monterrey vs Guadalajara (51,060) | Necaxa vs León (16,645)        | Asistencia J2  |
| 3  | 219.055 | 24.339 | 70.43 % | Tigres vs América (41,394)        | Puebla vs Querétaro (10,004)   | Asistencia J3  |
| 4  | 267.925 | 29.769 | 71.11 % | Monterrey vs León (48,087)        | Santos vs Puebla (21,653)      | Asistencia J4  |
| 5  | 228.970 | 25.449 | 68.54 % | Tigres vs Toluca (41,539)         | Veracruz vs Chiapas (16,758)   | Asistencia J5  |
| 6  | 275.129 | 30.569 | 77.78 % | Atlas vs Guadalajara (53,219)     | Querétaro vs León (19,221)     | Asistencia J6  |
| 7  | 244.178 | 27.130 | 70.84 % | Monterrey vs Pachuca (50,899)     | Necaxa vs Querétaro (13,516)   | Asistencia J7  |
| 8  | 265.083 | 29.453 | 77.26 % | América vs Cruz Azul (48,289)     | Pachuca vs Veracruz (20,539)   | Asistencia J8  |
| 9  | 269.441 | 29.937 | 78.48 % | Monterrey vs Querétaro (47,285)   | Cruz Azul vs Chiapas (13,130)  | Asistencia J9  |
| 10 | 243.086 | 27.009 | 70.57 % | Atlas vs Pumas UNAM (47,248)      | Chiapas vs León (11,335)       | Asistencia J10 |
| 11 | 249.474 | 27.719 | 73.05 % | Monterrey vs Atlas (50,368)       | Necaxa vs Chiapas (13,750)     | Asistencia J11 |
| 12 | 215.732 | 23.970 | 62.30 % | Tigres vs León (41,291)           | Veracruz vs Cruz Azul (0) VETO | Asistencia J12 |
| 13 | 229.665 | 25.518 | 70.92 % | Monterrey vs Chiapas (45,831)     | Cruz Azul vs Morelia (12,282)  | Asistencia J13 |
| 14 | 257.982 | 28.664 | 70.88 % | Tigres vs Pumas UNAM (41,396)     | Chiapas vs Tijuana (12,346)    | Asistencia J14 |
| 15 | 238.656 | 26.517 | 71.79 % | Monterrey vs Tigres (52,237)      | Necaxa vs Morelia (12,200)     | Asistencia J15 |
| 16 | 286,962 | 31.884 | 75.53%  | Tigres vs Tijuana (41,217)        | Toluca vs Querétaro (24,749)   | Asistencia J16 |
| 17 | 256,285 | 28,476 | 68.26%  | Atlas vs Chiapas (45,287)         | Pumas UNAM vs Puebla (15,200)  | Asistencia J17 |

### Asistencia por estadios
Actualizado el 7 de mayo de 2017
| Pos   | Equipo        | Total     | Más alta | Más baja | Media  | Ocupación media |
| ----- | ------------- | --------- | -------- | -------- | ------ | --------------- |
| 1     | Monterrey     | 440,644   | 52,237   | 44,341   | 48,960 | 93.72%          |
| 2     | Atlas         | 335,309   | 53,219   | 25,867   | 37,256 | 69,01%          |
| 3     | Tigres        | 330,620   | 41,539   | 41,116   | 41,327 | 99,30%          |
| 4     | Guadalajara   | 286,404   | 44,183   | 29,931   | 35,800 | 78,91%          |
| 5     | UNAM          | 272,784   | 43,635   | 15,200   | 30,309 | 62,75%          |
| 6     | América       | 250,950   | 48,289   | 20,645   | 31,368 | 41,27%          |
| 7     | Morelia       | 238,535   | 33,520   | 26,234   | 29,816 | 85,23%          |
| 8     | Tijuana       | 235,697   | 27,333   | 20,133   | 26,188 | 95,81%          |
| 9     | Santos Laguna | 228,247   | 29,237   | 20,620   | 25,360 | 86,74%          |
| 10    | Querétaro     | 207,213   | 30,565   | 17,529   | 23,023 | 69,42%          |
| 11    | Toluca        | 205,972   | 27,194   | 17,217   | 22,885 | 76,28%          |
| 12    | Pachuca       | 203,337   | 27,512   | 20,539   | 25,417 | 92,38%          |
| 13    | Puebla        | 194,690   | 41,625   | 10,007   | 24,336 | 51,85%          |
| 14    | León          | 186,815   | 28,281   | 15,799   | 20,757 | 66,32%          |
| 15    | Chiapas       | 170,064   | 26,732   | 11,335   | 21,258 | 73,30%          |
| 16    | Cruz Azul     | 167,398   | 27,492   | 12,282   | 20,924 | 63,40%          |
| 17    | Necaxa        | 152,240   | 22,231   | 12,200   | 16,915 | 70,78%          |
| 18    | Veracruz      | 142,554   | 27,001   | 0        | 17,819 | 62,08%          |
| Total | Total         | 4,249,473 | 53,219   | 0        | 27,774 | 74,36%          |

## Acontecimientos relevantes
- A partir del 4 de enero del presente año, la Federación Mexicana de Fútbol (FMF) dio a conocer que más de 185 futbolistas extranjeros fueron registrados en tan solo este mercado de fichajes de cara al Clausura 2017, superando las marcas anteriores de los torneos Clausura y Apertura 2016, respectivamente.
- El 5 de enero, se dieron a conocer las designaciones arbitrales de la Jornada 1, en la que incluía los debuts de dos árbitros en Liga: Alejandro Funk Villafañe y Adalid Maganda; el primero, argentino de nacimiento;[5] el segundo recibió insultos de racismo en un partido de Copa MX Apertura 2015. Ambos silbaron en la división de ascenso.[6][7]
- Durante la madrugada del 7 de enero, la cadena Imagen Televisión anunció a través de sus redes sociales la transmisión de los partidos del Pachuca y del León, comenzando con el partido entre estos dos equipos ese mismo día, uniéndose a Fox Sports y Claro Sports como parte de sus transmisiones.[8]
- En medio de una polémica encabezada por los árbitros de la Liga y del Ascenso, Edgardo Codesal renunció a la Comisión de Arbitraje, según la FMF, la renuncia se dio por un desgaste. Sin embargo, días antes los árbitros se quejaron de tratos injustos y pidieron su salida.[9]
- El Estadio Nemesio Diez reabrió sus puertas el 15 de enero en un partido válido por la Fecha 2: Toluca vs América, con triunfo de los locales 2:1, destacado por los golazos de Gabriel Hauche y Jesús Méndez ambos locales, cabe destacar que la remodelación del estadio pertenece a los festejos del centenario por parte del Toluca.[10]
- Después de que Egidio Arévalo Ríos se quejara ante los medios de comunicación de que no había recibido los pagos que habían quedado pendiente con Chiapas, Enrique Bonilla, dio una conferencia de prensa aclarando que él había acordado recibir el pago en dos partes, una el 30 de diciembre y la última el 30 de enero, del cual dijo estarán al pendiente de que se cumpla,[11] además dijo que se le avisó a Carlos López Chargoy, que debe deshacerse de Chiapas, para la siguiente temporada.[12]
- En cuestión de dos días, después de la fecha 5, dos técnicos fueron cesados de sus equipos: Ricardo Valiño por el Puebla y Víctor Manuel Vucetich por el Querétaro, debido a los malos resultados obtenidos hasta ese momento, sus lugares fueron ocupados por José Saturnino Cardozo y Jaime Lozano respectivamente.[13]
- Otro técnico fue cesado de su equipo, el turno fue para Pablo Marini, técnico de Monarcas Morelia, quien tras dejar al equipo en una mala racha y último del cociente, fue retirado de su cargo y al no encontrar técnico, Roberto Hernández Ayala ocupó el puesto.[14]
- En una edición más del Clásico Tapatío, efectuado en la cancha del Estadio Jalisco lleno, las Chivas se llevó el triunfo 2 goles a uno ante el Atlas, los goles del Rebaño Sagrado fueron obra de Ángel Zaldívar al 30' por la vía del penalti y al 36' Orbelín Pineda aprovecha la salida del arquero para hacer el Segundo tanto, por los Zorros descontó Martín Barragán al 84'.[15]
- Deportivo Toluca celebró su centenario, comenzando la fiesta la noche del sábado 11 de febrero, en la Plaza Principal, para entonar las mañanitas al club, al siguiente día en el Estadio Nemesio Diez, Toluca venció 1-0 a los Tiburones Rojos del Veracruz con gol de Fernando Uribe a pase de Rubens Sambueza, como un pequeño regalo, Toluca obtuvo el liderato del Torneo en la Fecha 6.[16][17]
- Con el objetivo de seguir creciendo a nivel internacional, la Liga Bancomer MX llegó a un acuerdo la cadena Univisión para transmitir los partidos a través de Facebook Live con narraciones en idioma inglés comenzando con la transmisión del Clásico Nacional entre Club Deportivo Guadalajara y Club América de la Jornada 7, además de transmitirse en esa señal por lo menos un juego por semana, siendo de la jornada 7 a la 17, 46 partidos transmitidos, incluida la Liguilla.[18]
- La noche del viernes 17 de febrero, la jornada 7 arrancó con el partido entre los Tiburones Rojos del Veracruz quien recibía a los Tigres de la UANL. El partido acabó con victoria felina 3-0, tras el silbatazo final se desataron actos violentos en la planta superior del estadio Luis Pirata Fuente. Grupos de porristas del conjunto local se enfrascaron en agresiones físicas contra porristas visitantes. La policía y los efectivos de seguridad del estadio no pudieron actuar de manera adecuada ya que los mismos fueron superados numéricamente.[19][20]
- En una edición más del Clásico Nacional efectuado en la cancha del Estadio Chivas el Club Deportivo Guadalajara venció 1-0 al Club América, el gol fue obra de Ángel Zaldívar al 28' por la vía del penalti, y América terminó con 10 jugadores debido a la expulsión de Miguel Samudio y de su técnico Ricardo La Volpe.[21]
- La tarde del sábado 25 de febrero del 2017, a la edad de 85 años falleció el técnico uruguayo Carlos Miloc en la Ciudad de Monterrey, llegó a México en los años 50 con el Atlético Morelia, pasando por equipos como Irapuato FC, León, Tampico-Madero, Tiburones Rojos de Veracruz, Guadalajara y ganando títulos en Club América y siendo pieza fundamental en la historia de los Tigres de la UANL dándole sus primeros títulos como club.[22]
- En una edición más del Clásico Joven, efecuado en la cancha del Estadio Azteca, América ganó 2-0 al Cruz Azul con un doblete de Oribe Peralta.[23]
- El viernes 10 de marzo, tras darse a conocer el dictamen disciplinario, horas más tarde se informó de manera oficial por parte de la FEMEXFUT y la Comisión de Arbitraje sobre la cancelación de la jornada 10 del fútbol en primera división. La Comisión Arbitral alega que los altos mandos federativos no los atienden de forma adecuada y que los veredictos que la misma FEMEXFUT impone son de poca efectividad.[n 1]
- El 10 de marzo de 2017, falleció el director técnico auxiliar del Puebla, Aníbal Ruiz al ingresar al campo de juego antes del encuentro ante el Veracruz.[24]
- El 13 de marzo del 2017, la Federación dio una conferencia de prensa en la que anunció que los jugadores Enrique Triverio y Pablo Aguilar fueron suspendidos un año, tal y como lo pidieron los árbitros.[25] Con respecto a la Jornada 10, se anunció que se jugará entre el 11 y 13 de abril[26] y el partido entre Veracruz que se jugaría a puerta cerrada será ante Cruz Azul por ser el duelo que continúa para los escualos.[27]
- El 23 de marzo del 2017, el Club Veracruz anunció que su técnico Carlos Reinoso dejó su cargo debido a un cuadro de diverculosis, en su lugar se nombró a Juan Antonio Luna.[28]
- El 3 de abril del 2017, el Salón de la Fama del Fútbol en Pachuca, Hidalgo, dio a conocer la lista de los 11 nuevos integrantes del recinto que se llevará a cabo el 7 de abril del 2017.[29]
- En la edición 110 del Clásico Regiomontano realizado en la cancha del Estadio BBVA Bancomer, el Conjunto del Monterrey ganó 1-0 a los Tigres con gol del canterano albiazul César Montes al 56', haciendo gol en 3 clásicos consecutivos, en un hecho a destacar, el seleccionado uruguayo Carlos Sánchez estuvo a nada de marcarle un gol desde medio campo al 86' al arquero felino Nahuel Guzmán, el balón dio al poste y después a la cabeza del seleccionado argentino que sacó el balón de las redes.[30]
- El 28 de abril del 2017, en el inicio de la Jornada 16, entre Veracruz y Monterrey, los escualos ganaron 1:0 asegurando casi la salvación con el empate entre Chiapas y Santos.[31] Al final del partido, el dueño de los escualos Fidel Kuri, quién estaba suspendido por la liga, accedió al terreno de juego, misma que será investigada por la liga.[32]
- Al final del partido entre Chiapas y Santos, que se encontraba empatado a 2 goles, aficionados chiapanecos invadieron el terreno durante más de 10 minutos.[33]
- Se llevaron a cabo los partidos que definirían el descenso: Atlas vs Chiapas y Monterrey vs Monarcas, en el Jalisco al minuto 9 de acción Cristian Bermúdez le daba la salvación al conjunto chiapaneco, mientras en Monterrey, los rayados eran dominantes en el partido hasta que en el 30' un contragolpe de los Purepechas termina en gol de Gastón Lezcano, nuevamente los Jaguares se salvaban gracias a que el defensa de Monarcas Emanuel Loeschbor comete falta dentro del área sobre Rogelio Funes Mori, penalti que cobra Dorlan Pabón que no perdonó y definió para el empate, Jaguares cantaba la salvación hasta que al 91' el delantero peruano Raúl Ruidíaz define estirando el pie para meter el balón a las redes y así dar la salvación a los purepechas.[34][35]